# Spandau
Spandau (nemško: [ˈʃpandaʊ̯] (), staro slovensko poimenovanje Špandava) je najbolj zahodno od 12 okrožij (Bezirke) v Berlinu, ob sotočju rek Havel in Spree ter se razteza vzdolž zahodnega brega reke Havel. Je najmanjše okrožje po številu prebivalcev, a četrto največje po površini.

## Pregled
Sodobne industrije v Spandauu vključujejo obdelavo kovin ter kemične in električne tovarne. Tovarna BMW Motorrad Spandau je izdelovala vsa motorna kolesa BMW od leta 1969 do dodanih obratov za končno montažo v Rayongu na Tajskem leta 2000 in Manausu v Braziliji leta 2016.
Rathaus (mestna hiša) Spandau, sedež vlade v Spandauu, je bila zgrajena leta 1913. Druge znamenitosti so citadela Spandau iz renesančnega obdobja, katoliška cerkev St. Marien am Behnitz iz leta 1848, ki jo je zasnoval August Soller in arzenal Spandau. Mitraljez Spandau iz tega arzenala je navdihnil sleng Spandau Ballet za opisovanje umirajočih vojakov na bodeči žici med prvo svetovno vojno, pozneje pa je bil uporabljen za pojav nacističnih vojnih zločincev v zaporu Spandau. Leta 1979 je angleška skupina New Romantic Spandau Ballet ponovno uporabila izraz za svoje ime.

## Zgodovina
Zgodovina mesta Spandau se začne v 7. ali 8. stoletju, ko se je na tem območju najprej naselil Slovanski Heveller, ki je kasneje tam zgradil trdnjavo. Leta 928 ga je osvojil nemški kralj Henrik I., a se je po uporu leta 983 vrnil pod slovansko oblast.
Leta 1156 je askanski grof Albrecht von Ballenstedt ('medved Albrecht') prevzel oblast. Leta 1197 je bila prva omemba mesta Spandowe v listini Otona II., mejnega grofa Brandenburškega – torej štirideset let prej kot del Cöllna v srednjeveškem Berlinu. Spandau je leta 1232 dobil mestne pravice.
Med askansko vladavino se je začela gradnja citadele Spandau, ki jo je med letoma 1559 in 1594 dokončal Joachim II. Brandenburški. Leta 1558 je vas Gatow postala del Spandaua. Leta 1634, med tridesetletno vojno, je bil Spandau predan Švedom.
Leta 1806 so po bitki pri Jeni in Auerstedtu francoske čete pod Napoleonovim vodstvom zavzele mesto in tam ostale do leta 1807. Leta 1812 se je Napoleon vrnil, Citadelo pa so naslednje leto oblegale pruske in ruske čete.
Od leta 1849 je bil pesnik in revolucionar Gottfried Kinkel jetnik mestnega zapora Spandau, dokler ga v noči na 6. november 1850 ni osvobodil njegov prijatelj Carl Schurz.
Pred prvo svetovno vojno je bil Spandau sedež velikih državnih livarn topov, tovarn za izdelavo smodnika in drugega vojnega streliva, zaradi česar je bil središče orožarske industrije v Nemškem cesarstvu. Bilo je tudi garnizijsko mesto s številnimi vojašnicami, dom 5. gardne pehotne brigade in 5. gardnega pešpolka nemške vojske. Leta 1920 je bil Spandau (čigar ime je bilo leta 1878 spremenjeno iz Spandow) vključeno v širši Berlin kot okrožje.
Po drugi svetovni vojni je bil del britanskega sektorja Zahodnega Berlina. Zapor Spandau, ki je bil obnovljen leta 1876, je bil uporabljen za namestitev nacističnih vojnih zločincev, obsojenih na zaporne kazni na Nürnberškem procesu. Po smrti zadnjega zapornika v zaporu Spandau, Rudolfa Hessa, leta 1987 so ga zavezniške sile popolnoma porušile in kasneje nadomestile z nakupovalnim centrom.
Letališče Gatow na jugu okrožja je med povojno zavezniško okupacijo uporabljalo Kraljevo letalstvo, predvsem med Berlinskim zračnim mostom. Od leta 1995 je letališče Muzej vojaške zgodovine Gatow.

## Geografija
Zunaj Berlina Spandau meji na okrožja (Kreis) Oberhavel na severu in Havelland na zahodu ter mesto Potsdam, Brandenburg, na jugozahodu. Znotraj Berlina meji na okraje Steglitz-Zehlendorf na jugu, Charlottenburg-Wilmersdorf na vzhodu in Reinickendorf na severovzhodu. Njegovo ozemlje z 91,91 km² je četrto največje od dvanajstih okrožij.
Okrožje Spandau je razdeljeno na devet četrti (Ortsteile): Spandau, Haselhorst,,Siemensstadt, Staaken, Gatow, Kladow, Hakenfelde, Falkenhagener Feld, Wilhelmstadt.
Od leta 2010 je imel Spandau 223.962 prebivalcev, najmanjše od dvanajstih okrožij Berlina. 62.000 od teh je bilo migrantov ali drugih neetničnih Nemcev, kar je predstavljalo 27 % prebivalstva Spandaua.